# Giro del Trentino 2000
Il Giro del Trentino 2000, ventiquattresima edizione della corsa, si svolse dal 12 al 16 aprile su un percorso di 609 km ripartiti in 5 tappe, con partenza a Osio Sotto e arrivo a Bergamo. Fu vinto dall'italiano Simone Borgheresi della Mercatone Uno-Albacom davanti allo svedese Niklas Axelsson e all'italiano Paolo Savoldelli.

## Tappe
| Tappa  | Data      | Percorso                                | km  | Vincitore di tappa | Leader cl. generale |
| ------ | --------- | --------------------------------------- | --- | ------------------ | ------------------- |
| 1ª     | 12 aprile | Osio Sotto > Osio Sotto                 | 172 | Ján Svorada        | Ján Svorada         |
| 2ª     | 13 aprile | Darfo Boario Terme > Darfo Boario Terme | 182 | Simone Borgheresi  | Simone Borgheresi   |
| 3ª     | 14 aprile | Sarnico > Telgate                       | 185 | Sergio Barbero     | Simone Borgheresi   |
| 4ª     | 15 aprile | Roncadelle > Roncadelle                 | 179 | Paolo Savoldelli   | Simone Borgheresi   |
| 5ª     | 16 aprile | Stezzano > Bergamo                      | 176 | Dario Frigo        | Simone Borgheresi   |
| Totale | Totale    | Totale                                  | 609 |                    |                     |

## Dettagli delle tappe

### 1ª tappa
- 12 aprile: Osio Sotto > Osio Sotto – 172 km

| Pos. | Corridore      | Squadra            | Tempo    |
| ---- | -------------- | ------------------ | -------- |
| 1    | Ján Svorada    | Lampre-Daikin      | 1h42'54" |
| 2    | Andris Naudužs | Aguardiente Nectar | s.t.     |
| 3    | Peter Wrolich  | Gerolsteiner       | s.t.     |

| Pos. | Corridore      | Squadra            | Tempo    |
| ---- | -------------- | ------------------ | -------- |
| 1    | Ján Svorada    | Lampre-Daikin      | 1h42'49" |
| 2    | Andris Naudužs | Aguardiente Nectar | a 2"     |
| 3    | Peter Wrolich  | Gerolsteiner       | a 4"     |

### 2ª tappa
- 13 aprile: Darfo Boario Terme > Darfo Boario Terme – 182 km

| Pos. | Corridore         | Squadra           | Tempo  |
| ---- | ----------------- | ----------------- | ------ |
| 1    | Simone Borgheresi | Mercatone Uno     | 12'51" |
| 2    | Jan Hruška        | Vitalicio Seguros | a 2"   |
| 3    | Marzio Bruseghin  | Banesto           | a 21"  |

| Pos. | Corridore         | Squadra           | Tempo    |
| ---- | ----------------- | ----------------- | -------- |
| 1    | Simone Borgheresi | Mercatone Uno     | 1h55'45" |
| 2    | Jan Hruška        | Vitalicio Seguros | a 2"     |
| 3    | Marco Velo        | Mercatone Uno     | a 21"    |

### 3ª tappa
- 14 aprile: Sarnico > Telgate – 185 km

| Pos. | Corridore           | Squadra       | Tempo    |
| ---- | ------------------- | ------------- | -------- |
| 1    | Sergio Barbero      | Lampre-Daikin | 5h32'25" |
| 2    | Leonardo Piepoli    | Banesto       | a 2"     |
| 3    | Unai Osa Eizaguirre | Banesto       | a 14"    |

| Pos. | Corridore           | Squadra       | Tempo    |
| ---- | ------------------- | ------------- | -------- |
| 1    | Simone Borgheresi   | Mercatone Uno | 7h28'34" |
| 2    | Niklas Axelsson     | Panaria       | a 13"    |
| 3    | Unai Osa Eizaguirre | Banesto       | a 36"    |

### 4ª tappa
- 15 aprile: Roncadelle > Roncadelle – 179 km

| Pos. | Corridore           | Squadra       | Tempo    |
| ---- | ------------------- | ------------- | -------- |
| 1    | Paolo Savoldelli    | Saeco         | 3h48'23" |
| 2    | Roberto Sgambelluri | Cantina Tollo | a 25"    |
| 3    | Gilberto Simoni     | Lampre-Daikin | a 35"    |

| Pos. | Corridore         | Squadra       | Tempo     |
| ---- | ----------------- | ------------- | --------- |
| 1    | Simone Borgheresi | Mercatone Uno | 11h17'22" |
| 2    | Niklas Axelsson   | Panaria       | a 23"     |
| 3    | Paolo Savoldelli  | Saeco         | a 28"     |

### 5ª tappa
- 16 aprile: Stezzano > Bergamo – 176 km

| Pos. | Corridore       | Squadra       | Tempo    |
| ---- | --------------- | ------------- | -------- |
| 1    | Dario Frigo     | Fassa Bortolo | 4h13'37" |
| 2    | Scott McRae     |               | s.t.     |
| 3    | Aleksandr Šefer | Alessio       | s.t.     |

| Pos. | Corridore         | Squadra       | Tempo     |
| ---- | ----------------- | ------------- | --------- |
| 1    | Simone Borgheresi | Mercatone Uno | 15h31'02" |
| 2    | Niklas Axelsson   | Panaria       | a 23"     |
| 3    | Paolo Savoldelli  | Saeco         | a 28"     |

## Classifiche finali

### Classifica generale
| Pos. | Corridore                 | Squadra                          | Tempo     |
| ---- | ------------------------- | -------------------------------- | --------- |
| 1    | Simone Borgheresi         | Mercatone Uno-Albacom            | 15h31'02" |
| 2    | Niklas Axelsson           | Ceramica Panaria-Gaerne          | a 23"     |
| 3    | Paolo Savoldelli          | Saeco                            | a 28"     |
| 4    | Unai Osa Eizaguirre       | Banesto                          | a 46"     |
| 5    | Andrea Noè                | Mapei-Quick Step                 | a 1'05"   |
| 6    | Roberto Sgambelluri       | Cantina Tollo                    | a 1'11"   |
| 7    | Gilberto Simoni           | Lampre-Daikin                    | s.t.      |
| 8    | Pietro Caucchioli         | Amica Chips-Tacconi Sport        | s.t.      |
| 9    | Igor González de Galdeano | Vitalicio Seguros-Grupo Generali | a 1'12"   |
| 10   | Tomasz Brozyna            | Banesto                          | a 1'13"   |